# إم. إن. روي
كان مانابندرا ناث روي (بالإنجليزية: Manabendra Nath Roy) (22 مارس 1887 - 25 يناير 1954)، الذي وُلد باسم نارندرا ناث بهاتاشاريا، ثوريًا هنديًا، وناشطًا راديكاليًا، ومنظرًا سياسيًا، بالإضافة إلى كونه فيلسوفًا شهيرًا في القرن العشرين. كان روي من مؤسسي الحزب الشيوعي المكسيكي والحزب الشيوعي الهندي (مجموعة طشقند). كان أيضًا من ممثلي مؤتمرات الشيوعية الدولية ومساعد روسيا بالصين. ترك روي، بعد تولى جوزيف ستالين حكم روسيا، الحركة الشيوعية الرئيسية لمباشرة العمل على سياسة راديكالية مستقلة. كان لروي دور أساسي في تشكيل الحزب الراديكالي الديمقراطي عام 1940، وهو تجمع لعب فيه دورًا رائدًا خلال معظم أربعينيات القرن العشرين.
ابتعد روي، عقب الحرب العالمية الثانية، عن الماركسية التقليدية، وتبني فلسفة الإنسانية الراديكالية، في محاولة لرسم مسار ثالث بين الليبرالية والشيوعية.

## السيرة الحياتية

### السنوات المبكرة
وُلد نارندرا ناث «نارن» بهاتاشاريا، الذي عُرف لاحقًا باسم إم. إن. روي، في 22 مارس 1887، في أربيليا الواقعة في منطقة 24 باراغانا الشمالية في البنغال الغربية بالقرب من كلكتا.
كانت عائلة البهاتاشاريا من طائفة الشاكتية، وهي عائلة كهنوتية بالوراثة. كان جد نارن لأبيه كبير كهنة الإلهة خيبوتسواري في قرية خيبوت الواقعة في منطقة ميدنابور في البنغال الغربية. عمل والد نارن أيضًا ككهنوتي بقرية خيبوت لفترة ما، وقد أُجبر، رغم الحجم الكبير لأفراد أسرته، فهو واحد من بين 11 أخوة أشقاء، على الانتقال إلى قرية أربيليا وتغيير مهنته. 
تزوج بهاتاشاريا الأكبر، بعد وفاة زوجته الأولى، من باسانتاكوماري ديفي، ابنة أخ دواركاناث فيديابوسان،  وعُين مدرسًا للغة السنسكريتية في مدرسة أربيليا الإنجليزية القريبة منهما. كان للزوجين ثمانية أطفال، من بينهم نارن، وهو المولود الرابع.
كانت مراحل التعليم الأولى لنارن بهاتاشاريا في أربيليا. انتقلت الأسرة إلى كوداليا عام 1898. واصل بهاتاشاريا دراسته في مدرسة هارينافي الأنغلو سنسكريتية، حيث كان والده يدرس فيها، حتى عام 1905. كان بهاتاشاريا طويل القامة بالنسبة لعمره (بلغ طوله بعد النمو الكامل 6 أقدام)، وكان قويًا ورياضيًا.
التحق بهاتاشاريا في وقت لاحق بالكلية الوطنية تحت إشراف سري أوروبندو، قبل أن ينتقل إلى المعهد التقني في البنغال (جامعة جادافبور الحالية)، حيث درس الهندسة والكيمياء. غير أنه اكتسب الكثير من معرفته من خلال الدراسة الذاتية.

### الثوري القومي
بدأت القومية الثورية، قرب نهاية القرن التاسع عشر، في الانتشار بين الطبقات الوسطى المتعلمة في البنغال، بتأثير من كتابات تشاتوبادهيايا تشاترجي وسوامي فيفي كاناندا. انجرف نارن بهاتاشاريا في هذه الحركة، وقرأ لهذين الشخصين البارزين باستفاضة. تأثر روي كثيرًا بسافاركار وفكرته عن استقلال الهند.
اكتسب روي من تشاتوبادهيايا تشاترجي، وفقًا لأحد كتاب السيرة الحياتية، الاقتناع بأن الدين الحقيقي لا يتطلب أن يكون المرء معزولًا عن العالم، بل أن يعمل بنشاط من أجل الصالح العام، وقد عزز سوامي فيفي كاناندا مفهوم الخدمة الاجتماعية هذا، وطرح فكرة تفوق الثقافة الهندوسية والهندية على أي شيء يمكن للعالم الغربي أن يقدمه.
شكل روي، مع ابن عمه وصديق طفولته هاري كومار تشاكرافارتي (1882-1963)، جماعة من المفكرين الأحرار، كان من بينهم ساتكوري بانيرجي، والأخان سايلشفار وشايامسوندار بوز. جاء اثنان آخران من أبناء عمومة بهاتاشاريا وتشاكرافارتي، وهما فاني وناريندرا تشاكرافارتي، من ديوغار، حيث ذهبا إلى المدرسة مع بارين غوش. بدأ باحث فيدي غامض، موكشاداشاران سامادهياي، وهو منظم نشط بالتنظيمات السرية لمنظمة أنشيلان ساميتي في تشنسورا، يتردد على مجموعة بهاتاشاريا.
أُعلن في يوليو 1905 عن تقسيم البنغال، وكان من المقرر أن يدخل حيز التنفيذ في أكتوبر. نشأت في الحال حركة جماهيرية تهدف إلى إلغاء التقسيم، وهو ما منح القوميين الراديكاليين كنارن بهاتاشاريا ورفاقه المفكرين الفرصة لبناء دعم أوسع لأفكارهم. انتقل بهاتاشاريا وتشاكرافارتي، بعد طرد بهاتاشاريا من المدرسة الثانوية لتنظيمه تجمعًا ومسيرة ضد التقسيم، إلى كلكتا، وانضما إلى العمل النشط لمنظمة أنشيلان.
نجح بهاتاشاريا، في 6 ديسمبر 1907، تحت قيادة مكشادا، في أول عمل من أعمال اللصوصية السياسية، وذلك من أجل جمع المال للتنظيم السري. كان يحمل عند اعتقاله كتابين مثيرين للفتنة من تأليف بارين غوش. أُفرج عنه بكفالة، بدفاع من المحامي جيه. إن. روي (صديق مقرب لجاتندراناث موخرجي أو باغا جاتين) والمحامي بروموثوناث موخرجي، وذلك بفضل سمعته كطالب وأخصائي اجتماعي.
كان بهاتاشاريا ومجموعته، نتيجة لعدم رضاهم عن طريقة قيادة بارين السلطوية وشديدة المركزية، يبحثون عن شيء أكثر إيجابية من القيام بالتجمعات الفاشلة في حديقة مانيكتالا. زادت حادثتان من اهتمامهم نحو قيادة بديلة. أرسل بارين برافولا تشاكي مع تشاروتشاندرا دادا لمقابلة باغا جاتين في مستوطنة دارجلينغ، الذي عُين بها في مهمة رسمية، وللتخلص من نائب الحاكم، وبعد أن شرح جاتين لبرافولا أن الوقت لم يحن بعد، وعده بالاتصال به في وقت لاحق. رغم إعجاب برافولا كثيرًا بهذا البطل، إلا أن بارين علق بسخرية أن خدمة قضية وطنية لن تكون في صالح موظف حكومي. بعد فترة وجيزة، عاد فاني من دارجلينغ، بعد قضاء عطلة قصيرة، وأبلغ أصدقائه، مفتونًا بكاريزما جاتين، عن هذا الرجل غير العادي. عندما سمع بهاتاشاريا بارين ينتقد فاني لعدم الولاء، قرر رؤية دادا الاستثنائي ومن ثم تعلق به.
جعلت محاكمة هورا شيبور (1910-1911) بهاتاتشاريا أقرب إلى جاتندرا موخرجي.

### الوفاة والأرث
أُجلت جولة محاضرات إلى الولايات المتحدة، نظرًا لوفاة روي في 25 يناير 1954.
بدأت مطبعة جامعة أكسفورد، ابتداءً من عام 1987، نشر أعمال إم. إن. روي المختارة. نُشر ما مجموعه 4 مجلدات خلال عام 1997، وجمعت كتابات روي خلال سنوات سجنه. تُوفي محرر المشروع سيبنارايان راي عام 2008، ما أدى إلى إنهاء مشروع نشر أعمال روي قبل الأوان.
أصبح حاليًا المنزل الذي عاش فيه روي خلال فترة وجوده في مكسيكو سيتي ملهى ليلي خاص يحمل اسمه إم. إن. روي.
أثر إم. إن. روي وفلسفته على شخصيات بارزة مثل تي. إم. تاركوندي، وغوفاردهاند باريخ، وفي. بي. كارنيك، وسونيل بهاتاشاريا، وبي. آر. سونثانكار، وسالييل واغ، وفي. آر. جواهير، والدكتور ناليني تاراليكار.